# La Martina (corrido)
La Martina es un corrido mexicano, publicado en su versión moderna por Irma Serrano, en 1967 cuando alcanzó el quinto lugar de popularidad en las listas del Billboard en México. Existe una versión anterior, llamada "Mujer infiel" en la película El vengador, de 1948, con Víctor Parra y Domingo Soler, interpretada por el trío Janitzio, la cual varía un poco en algunas palabras de la letra, indicando sin duda, que el autor se basó totalmente en esta interpretación.
Sin embargo, existía al menos un romance muy cercano en el tema y forma, desde principios del siglo XX y antecedentes en la literatura, que se remontan varios siglos atrás.

## Origen
El romance de Blanca Niña, es el antecedente directo del corrido de la Martina. Existe una versión mexicana de este romance, captado por Pedro Henríquez Ureña y Bertram D. Wolfe, en su escrito intitulado: “Romances tradicionales de México”, el cual data al menos de principios del siglo XX, sin embargo este romance tiene a su vez antecedente en una romance español de idéntico nombre el cual se remonta al siglo XVI y es de autor anónimo.
Ureña lo publica en Madrid 1921, mencionando que lo recitaba César Dávila, de veintisiete años, de Monterrey, estado de Nuevo León.. Aunque más anterior A.M. Espinoza p.,475, 1915, da diferentes versiones de personas de Albuquerque.También refiere con versos y frases muy similares en la Esposa Infiel,
Victoria Tobías, oriunda de Coah., menciona que su papa Inés narraba una tragedia muy similar en el mineral de Reforma en Coah.,(donde vivió) en 1920 aproximado, y la muchacha de 15 años se llamaba Martina. 
Son diferentes fechas de posible origen, o son diferentes y tragedias con similares frases narradas y cantadas.

## Letra y versiones
La letra del corrido de "La Martina", está en su mayor parte en primera persona, con algunas líneas en tercera persona. En la primera estrofa, es "el marido" quien contextualiza e introduce al personaje principal y el motivo principal de la canción:

Quince años tenía Martina 
 cuando su amor me entregó,
 a los dieciséis cumplidos 
 ¡una traición me jugó!

Luego por primera vez interviene el narrador, en tercera persona: 

Y estaban en la conquista
 Cuando el marido llegó...

A partir de aquí comienza una diálogo intercalado entre el marido de Martina y ella, donde el marido cuestiona y a la vez incrimina e increpa a Martina, quien intenta justificarse negando y reconviniendo al marido con el estribillo del corrido:

si me tienes desconfianza,
 no te separes de mí

 Después de lo cual interviene nuevamente el narrador, para hacernos ver que el marido ha llevado a Martina, con los padres de ella. Estos, en primera persona, se deslindan de la situación. Finalmente se cuenta, en tercera persona, el asesinato de Martina a manos de su marido como castigo a su infidelidad.
La versión más popular de "La Martina" es la versión de Irma Serrano, la cual además de ser interpretada por ella misma también es interpretada por: Los alegres de Terán, Las Jilguerillas, Antonio Aguilar, Ignacio López Tarso, Lucía Méndez y Jenni Rivera.
Prácticamente idéntica a esta, es la versión grabada por Francisco "El Charro" Avitia. la cual sin embargo no está atribuida, como muchas otras, a Consuelo Castro.
Eulalio González "Piporro" tiene su propia versión de "La Martina", probablemente en base al romance de blanca niña, aunque comparte el nombre de la protagonista con la versión de "La Tigresa", pues se intitula: "El caballero y la Martina", en su LP de 1962. "Piporro le entra a todo", o "El caballero y Martina", en su LP "Bueno! A todo" de 1973.

## Motivos Culturales
Una de las fuentes aquí propuestas, constituye un análisis comparativo entre el corrido de "La Martina" y el romance de la Blanca niña. Además de lo anterior se realiza un indagación que relaciona a estos dos entes culturales con otros mucho más antiguos, que la igual que esos, explotan el tema de la infidelidad, como lo son los fragmentos que se conservan de los temas cómicos de adulterio de Sofrón, del siglo V a. C., los de Herodas del siglo III a. C. o la novela "El asno de oro" de Apuleyo.
También el corrido "La Martina" ha inspirado la realización de una película, intitulada también: "La Martina" de 1972, dirigida por René Cardona Jr. y protagonizada por Irma Serrano, Rogelio Guerra, Eduardo Alcaraz y Tito Junco.
La Martina además de constituir un elemento más de un tema clásico dentro de la cultura occidental, culmina en la tragedia del feminicidio y en este motivo coincide con otro corrido mexicano famoso, el de Rosita Alvirez.